# ماریا باربارا د براگانسا
باربارای پرتغال (انگلیسی: Barbara of Portugal; ۴ دسامبر ۱۷۱۱ – ۲۷ اوت ۱۷۵۸) به واسطهٔ ازدواج با فردیناند ششم (اسپانیا)، ملکه همسر اسپانیا بود.